# Dirmingen
Dirmingen ist ein Ortsteil und Gemeindebezirk der Gemeinde Eppelborn im Landkreis Neunkirchen (Saarland). Bis zur Gebiets- und Verwaltungsreform im Saarland 1974 war Dirmingen eine eigenständige Gemeinde.

## Lage
Dirmingen liegt im Nordosten der Gemeinde Eppelborn am Rand des Naturparks Saar-Hunsrück. Der Bach Ill fließt durch den Ort. Im Zentrum Dirmingens fließt die Alsbach in die Illbach. Südwestlich der Ortslage verläuft die A 1. Dirmingen ist als Taldorf von vier Anhöhen umgeben, wobei der "große Elmersberg" mit 414 Meter heraussticht. Das Naherholungsgebiet „Steinrausche“ befindet sich das bedeutendste geologische Naturdenkmal des Landkreises Neunkirchen, die „Steinrutsch“. Bei den wie von Riesen aufgetürmten Steinblöcken mitten im Wald handelt es sich um ein quarzitisches Konglomerat, das am Nordwesthang des Großen Elmersberges herausgewittert wurde.

## Geschichte
Dirmingen wurde 1281 erstmals urkundlich erwähnt. Mit der Einführung der Reformation in der Grafschaft Nassau-Saarbrücken 1575 wurden zwei in Urexweiler ansässige evangelische Pfarrer zuständig, die 1604 von Dionysius Aulenhäuser als erstem Dirminger Pfarrer abgelöst wurden.
Bis Ende des 18. Jahrhunderts gehörte Dirmingen zur Herrschaft Ottweiler, die Teil der Grafschaft Nassau-Saarbrücken war. Dirmingen war der Meierei Berschweiler (Börschweiler) zugeordnet. Nach einer Neugliederung der Verwaltung der Herrschaft Ottweiler (1792) gehörte Dirmingen zur Schultheißerei Uchtelfangen. Im Jahr 1799 hatte der Ort 355 Einwohner.
Nach der Einnahme des Linken Rheinufers durch französische Revolutionstruppen (1794) gehörte der Ort von 1798 bis 1814 zum französischen Kanton Lebach im Saardepartement und war Sitz einer Mairie, die auch die Gemeinden Berschweiler, Hierscheid, Humes und Wiesbach verwaltete. Berschweiler ist heute ein Ortsteil von Marpingen, die übrigen sind Ortsteile von Eppelborn.
Aufgrund der auf dem Wiener Kongress getroffenen Vereinbarungen wurde die Region, damit auch Dirmingen, 1815 Teil des Königreichs Preußen. Dirmingen wurde 1816 als Verwaltungssitz der gleichnamigen Bürgermeisterei dem neu eingerichteten Kreis Ottweiler des Regierungsbezirks Trier zugeordnet und gehörte von 1822 an zur Rheinprovinz.
Im Rahmen der saarländischen Gebiets- und Verwaltungsreform wurde die bis dahin eigenständige Gemeinde Dirmingen am 1. Januar 1974 zusammen mit sieben anderen Gemeinden der neuen Gemeinde Eppelborn zugeordnet.

## Wappen
Die Blasonierung lautet: „Unter silberner Schildhaupt, darin zwischen drei grünen Eichenblättern zwei goldene Eicheln mit grünen Fruchthülsen, in Blau ein silberner Wellenpfahl, begleitet rechts von einem linksgewendeten, schräglinksgestellten goldenen Doppelhaken mit einer Mittelsprosse und lotschnittigen Enden, links von zwei schräg übereinander gestellten, vierspeichigen goldenen Mühlrädern“.

## Bauwerke
- Evangelische Kirche (Dirmingen) (1746)
- katholische Kirche St. Wendalinus (Dirmingen); Nach Zerstörung des Vorgängerbaues im Zweiten Weltkrieg erfolgte in den Jahren 1948 bis 1950 ein Neubau nach den Plänen von Dominikus Böhm.
- Evangelisches Pfarrhaus (Dirmingen), (ca. 1736); Jagdresidenz Nassau-Saarbrücken, Wohnsitz zahlreicher evangelischer Pfarrer

## Infrastruktur
- Die „Grundschule Wiesbach-Dirmingen“ ist in Dirmingen.
- Dirmingen besitzt einen eigenen Bahnhof auf der Linie der RB 72.
- Kita Pusteblume; Naturpark-Kita Saarland (Naturpark Saar-Hunsrück) mit Depandance Rotenberg
- Freizeitzentrum Finkenrech, Tourismus und Kulturzentrale des Landkreises Neunkirchen